# Ambulyx tondanoi
Ambulyx tondanoi är en fjärilsart som beskrevs av Clark 1930. Ambulyx tondanoi ingår i släktet Ambulyx och familjen svärmare. Inga underarter finns listade i Catalogue of Life.